# Morgana Lefay
Morgana Lefay (conhecida como Damage de 1986 até 1989) é uma banda de heavy metal e thrash metal formada em 1989 em Bollnäs, na Suécia. Chama-se assim em homenagem a Fada Morgana, uma personagem do ciclo arturiano. A banda lançou independentemente seu primeiro álbum, Symphony of the Damned, em 1990. O sucesso do álbum permitiu que a banda fizesse turnê e a levou assinar um contrato com a gravadora Black Mark. Os integrantes se separaram em 1997 e se reuniram em 1999 dando continuidade da banda com o nome de Lefay, lançando mais três álbuns. Em 2004, a banda voltou a usar o nome Morgana Lefay e lançou mais dois álbuns, Grand Materia em 2005 e Aberrations of the Mind em 2007. Continua ativa desde 2012.